# Kościół św. Bartłomieja w Kurkocinie
Kościół świętego Bartłomieja w Kurkocinie – rzymskokatolicki kościół parafialny należący do parafii pod tym samym wezwaniem (dekanat Golub diecezji toruńskiej).
Świątynia powstała na początku XV wieku. Do 1667 roku miała status kościoła parafialnego. Następnie jako filialna należała do różnych parafii, a od 1923 roku jest ponownie siedzibą parafii pod wezwaniem świętego Bartłomieja. Budowla była wielokrotnie przebudowywana i remontowana. Obiekt jest murowany, wzniesiony z cegły na kamiennej podmurówce, z dodatkiem cegły zendrówki ułożonej partiami w formie rombu. Wnętrze świątyni nakryte jest pozornym sklepieniem kolebkowym z XVI wieku. Zakrystia jest przesklepiona kolebkowo-krzyżowo, natomiast pod wieżą umieszczone jest sklepienie krzyżowo-żebrowe. Do stylu gotyckiego należą: rzeźby, krucyfiks i grupa Ukrzyżowania umieszczona na belce tęczowej. Późny renesans reprezentują obydwa ołtarze boczne, obraz Matki Boskiej z Dzieciątkiem z 1645 roku oraz rzeźby kobiet. Pod koniec XVII wieku powstały: konfesjonał, ambona, chór muzyczny i kurdybanowe antependium w ołtarzu św. Bartłomieja. Przykładami stylu barokowego są: chrzcielnica, ołtarz główny i prospekt organowy.